# Donald Kennedy

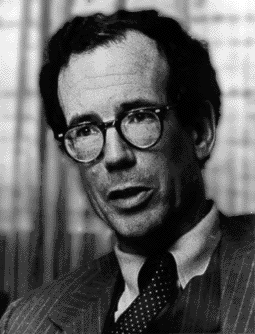
Donald Kennedy

Donald Kennedy (* 18. August 1931 in New York City, New York; † 21. April 2020 in Redwood City, Kalifornien) war ein US-amerikanischer Neurobiologe. Er war von 1980 bis 1992 Präsident der Stanford University. Zudem war er Chefredakteur des Wissenschaftsmagazins Science.

## Leben
Donald Kennedy studierte an der Harvard University, die er mit dem Bachelor of Arts und einem Master of Science abschloss. 1956 graduierte er in seinem biologischen PhD-Studium mit einer Dissertation über Frosch-Elektroretinogramme. Von 1956 bis 1960 unterrichtete Kennedy Biologie an der Syracuse University.
1960 wechselte er als Assistenzprofessor an die Stanford University. 1967 wurde er zum Vorsitzenden des Instituts für Biologie an der Fakultät für Geistes- und Naturwissenschaften ernannt. Er war wesentlich beteiligt an der Gründung des Programms für Humanbiologie. Zudem engagierte er sich im Verwaltungsrat der David and Lucile Packard Foundation und war deren Direktor von 1973 bis 1977. In der Präsidentschaft von Jimmy Carter wurde er 1977 zum Leiter der Food and Drug Administration (FDA) ernannt und leitete die Behörde 26 Monate lang.
1979 kehrte er an die Stanford University zurück und wurde deren Provost. 1980 wurde er Präsident der Stanford University und war in dieser Position bis 1992 tätig. Er war danach Inhaber der Bing-Professur für Umweltwissenschaften und -politik und emeritierter und Senior Fellow des Freeman Spogli Institute for International Studies. Kennedy galt als Experte für Umweltprobleme, die mit den Veränderungen der Landnutzung, der veränderten Landwirtschaft und der globalen Erwärmung zusammenhängen.
Ab 2000 war Kennedy Chefredakteur der renommierten Fachzeitschrift Science, die wöchentlich von der American Association for the Advancement of Science herausgegeben wird. Er war außerdem gewähltes Mitglied der American Academy of Arts and Sciences (seit 1968), der National Academy of Sciences (seit 1972) und der American Philosophical Society (seit 1976).
Kennedy starb im April 2020 im Alter von 88 Jahren an den Folgen einer SARS-CoV-2-Infektion.

## Schriften (Auswahl)
- mit Carl Sagan, Paul R. Ehrlich, Walter Orr Roberts: The Cold and the Dark: The World after Nuclear War. W.W. Norton & Co. 1985, ISBN 978-0-393-30241-7.
- A Place in the Sun: A Memoir. Stanford University Libraries 2018, ISBN 978-0-911221-59-6.